# بن خولاني

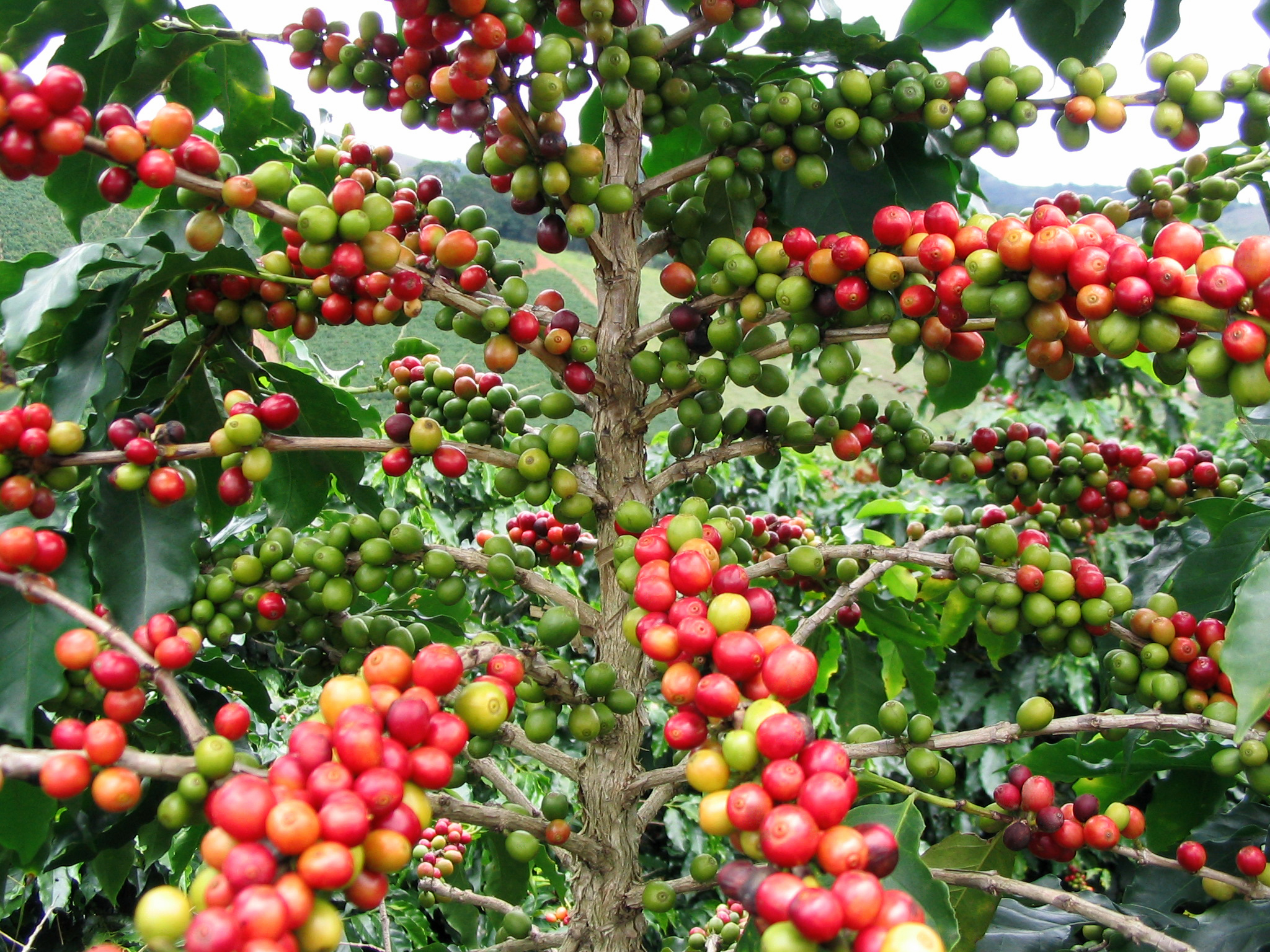
ثمار البن الخولاني

البن الخولاني نوع من أنواع البن، الذي يُزرع في مناطق سراة خولان من جبال السروات الممتدة من المملكة العربية السعودية إلى اليمن، خاصة في المدن الجبلية التابعة لإمارة منطقة جازان و منطقة عسير  تحديدا الربوعة و ما حولها (مدن قبائل خولان) تقع (جنوب غربي السعودية) التي تعد مركزًا رئيسًا لزراعة هذا النوع من البن، وذلك لعدة أسباب من أهمها: توفر جميع الظروف الجغرافية والمناخية المناسبة لزراعته، والتربة الجبلية الغنية بالعناصر الغذائية اللازمة التي تُضفي عليها نكهة مميزة. ومن أهم ما يميز البُن الخولاني من غيره هي الطبقة الزيتية ورائحته المعروفة.

## تاريخه
تتركز زراعة البن جنوب السعودية في ثلاث مناطق هي: منطقة جازان، ومنطقة عسير، ومنطقة الباحة. وقد أرجع مختصون عمر زراعة البن الخولاني السعودي في جنوب المملكة إلى أكثر من ثمانية قرون، وكان ميناء جازان من أكثر المنافذ العربية تصديراً للقهوة.

## خصائصه
شجرة البن الخولاني في المملكة، شجرة خشبية أوراقها تشبه رأس الحربة، ولها أوراق صقيلة ولامعة ودائمة الخضرة، وأزهار نجمية بيضاء اللون ذات رائحة زكية، تعد ذاتية التلقيح بساق واحدة وعدة فروع، ارتفاعها يبلغ بين 3 إلى 7 أمتار، وعرضها بين 3 إلى 4 أمتار.  ثمرتها خضراء بحجم حبة الزيتون دائرية الشكل، تتجمع على شكل طوق في الغصن عند منبت الورقة، يوجد في الغصن عدد من العقود المثمرة بمتوسط سبعة عقود للغصن الواحد، وتكتسي ثمرة البن اللون الأحمر عند النضوج ثم البني الداكن. تحوي الشجرة في داخلها فصين من البذور، يفصل البذور عن القشرة مادة هلامية حلوة المذاق، تتحول المادة الهلامية بعد التجفيف إلى مادة صلبة زجاجية تفاحية اللون.

## العوامل الجغرافية

### التضاريس
تزرع شجرة البن الخولاني في المملكة على ارتفاعات تتراوح بين 800 إلى 2500 متر، ومتوسط ارتفاعات زراعة البن في جبال جازان من 1200 إلى 2000 متر.

### التربة
يزرع البن في جبال جازان (جنوب غرب المملكة) ذات التربة الصفراء الخصبة الغنية بالمعادن، كما تعمل شجرة البن على تخصيب التربة ذاتياً بما يتساقط من أوراقها الجافة مع إضافة الأسمدة العضوية لتحسين التربة وتغذيتها بعد الجني.
لا تسمح أشجار البن بنمو الأشجار بينها حيث تغطي أشجار البن مساحة المزرعة بالكامل، وتحتاج التربة للتقليب مرة أو مرتين خلال العام قبل موسم الأمطار لنزع الحشائش من التربة والحفاظ على نسبة الماء في التربة.

### المناخ
تزرع شجرة البن الخولاني السعودي في المناخ الملائم هو المداري وعلى المرتفعات ذات الاعتدال المناخي، وتحتاج إلى رطوبة مناسبة وهو ما يتوفر من نسيم البحر والضباب. يقوم المزارعون بدمج أشجار الموز الظليلة للتقليل من أشعة الشمس على شجرة البن، ويعتمد البن الخولاني السعودي على مياه الأمطار بشكل رئيس، كما تتم سقايته عن طريق الري.

### المدرجات الزراعية
بنيت المدرجات الزراعية في جازان، بطريقة هندسية فائقة الإحكام لتحفظ التربة وتوزع المياه. يتراوح ارتفاع المدرج الواحد من متر إلى سبعة أمتار، وتتطابق جدران المدرجات الزراعية مع المستويات الالتفافية المحددة، وتعمل المدرجات على صيانة التربة وحمايتها من الانجراف، كما تحفظ المدرجات المياه وتساعد على تسربها داخل التربة، وتحسين خواصها، بالإضافة لوظيفة المدرجات في حفظ البيئة من الآثار المدمرة للسيول الجارفة.

### مرحلة القطف
تبدأ مرحلة قطف محصول شجرة البن الخولاني السعودي بعد شهر أكتوبر وتستمر من 3 إلى 4 أشهر، بعدها تحتاج الشجرة إلى نحو 3 سنوات منذ زراعتها لتبدأ في الإثمار. تقطف الحبوب بعد ينعها، وتوضع في جراب مصنوع من جلود الأغنام أو إناء بلاستيكي خاص، بعد ذلك تجفف في أماكن مخصصة وتقلب لمدة 3 أسابيع للاحتفاظ بنكهتها ويفضل تواجدها في الظل مع أشعة شمس خفيفة.

## إنتاجه وتصديره
شكل قطاع القهوة قرابة 0.86% من إجمالي الناتج المحلي للمملكة في 2020م، ومن المتوقع أن يشكل حوالي 6.18% حتى العام 2025م، كما يبلغ إنتاج صناعة القهوة في السعودية 300 طن من البن الخولاني السعودي ذي الجودة العالية الذي يتم استهلاكه محلياً، وتصديره إلى دول مجلس التعاون الخليجي.
تحتلّ محافظة الدائر في الجهة الشرقية لمنطقة جازان، المركز الأول على مستوى المملكة في عدد المزارع وأشجار البنّ الخولاني السعودي، حيث يبلغ عددها 994 مزرعة تحتضن أكثر من 218 ألف شجرة بنّ، لإنتاج أكثر من 600 ألف كيلو من البنّ الخولاني السعودي كل عام.
في آخر إحصائية عن إنتاج البن وعدد المزارع والأشجار في المملكة للعام 1440هـ، بلغ الناتج المحلي من البن العربي 646 طن، كما بلغ عدد مزارع البن 847 مزرعة احتوت على 100 ألف شجرة بن، منها 82390 شجرة مثمرة.
كما أصدرت هيئة تطوير وتعمير المناطق الجبلية بجازان، إحصاءات حصر مزارع البن بمحافظات جبال منطقة جازان، والمتمثلة في (الدائر وفيفاء وهروب والعيدابي والعارضة والريث)، حيث بلغ عدد أشجار البن 160 ألف شجرة بن، منها 82 ألف شجرة مثمرة، بكمية إنتاج بلغت 330 طناً للعام 2020م.
تُعدّ محافظة الدائر عاصمة البن الخولاني في السعودية، إذ تنتج 489.820 طناً من إجمالي 685.536 طناً بعدد 122.455 شجرة مثمرة من إجمالي 171.384 على مستوى منطقة جازان، ويزاول هذا النشاط والإرث الشعبي قرابة 919 مزارعاً من 1596 من مزارعي المنطقة، بحسب إحصاءات هيئة تطوير وتعمير المناطق الجبلية.

## مزاياه
إن أهم ما يميز البن الخولاني عن باقي أنواع القهوة، نكهته القوية، وأيضًا اللون الأخضر لحبوب البن، وتكون مغطَّاة بطبقةٍ زيتيةٍ خضراء اللون.

## مهرجان البن الخولاني
في نوفمبر 2013، انطلق أول مهرجان للبن الخولاني بمنطقة جازان، بمحافظة الداير، ما يدل على الاهتمام بالبن وبزراعته، حيث بلغ عدد المزارع حينها، 592 مزرعةً. حاليًّا، ومع الاهتمام المتزايد بالبن، وأيضًا تنظيم المهرجانات السنوية للبن، يبلغ عدد المزارع 1802 بمحافظات الدائر، وفيفاء، والعارضة، والعيدابي، والرّيث، وهروب.

## مركز البن السعودي
في يناير 2022، وأثناء فعاليات مهرجان البن الخولاني السعودي التاسع "عام القهوة السعودية"، الذي تنظمه محافظة الدائر بني مالك، تم الإعلان عن إنشاء مركز البن السعودي. بتعاون من أرامكو السعودية، وهيئة تطوير وتعمير المناطق الجبلية بجازان، وجمعية البر الخيرية. حيث يهدف المركز الى رفع الطاقة الإنتاجية إلى أكثر من 300 ألف شتلة سنويًا.

## الشركة السعودية للقهوة
في مايو 2022، أعلن صندوق الاستثمارات العامة، عن إطلاق الشركة السعودية للقهوة برأس مال يبلغ 1.2 مليار ريال، بهدف دعم منتج القهوة. حيث تهدف الشركة إلى تطوير الزراعة المستدامة في منطقة جازان، باعتبارها موطنًا رئيسًا لبُنّ الأرابيكا، الأشهر عالميًّا، ورفع القدرة الإنتاجية للبُنّ السعودي من 300 إلى 2500 طن سنويًا.

## التسجيل في اليونسكو
في 30 نوفمبر 2022، نجحت المملكة في تسجيل عنصر "البن الخولاني السعودي -المهارات والمعارف المرتبطة بزراعته-" ضمن القائمة التمثيلية للتراث الثقافي غير المادي لمنظمة الأمم المتحدة للتربية والعلم الثقافة "اليونسكو".